# San Alejo
San Alejo est une municipalité du département de La Unión au Salvador.
Au
milieu du XVIIIe siècle, dans la paroisse de Conchagua, était la
propriété de San Alejo de Pedregal, endroit rocheux connu par les
indigènes comme Queiquín lenca . Ces indigènes ont dû yayantiques voisins et rivaux . Peu
de temps après une bagarre qui a eu lieu en 1771 entre ces ennemis, le
chef suprême de la province de San Miguel tire organiser une villa sur
un terrain donné par les propriétaires de la ferme . Avec la création de la municipalité de San Salvador en 1785, la ville est devenu la capitale de l'un des quinze jeux.
Le
9 juin 1809, la Cour de Fidelity, basée à San Miguel, emprisonné et
biens confisqués Zaldivar équitable (originaire de San Alejo) et
Valentin Porras, étant les promoteurs de «idées subversives» contre les
autorités de la couronne espagnole . Ces
faits suggèrent que les deux sujets ont été les premiers à souffrir la
persécution sur le territoire de l'Amérique centrale par le pouvoir
colonial . En Décembre 1811 a également été une autre sédition suivi le mouvement d'indépendance en Novembre, mais a été étouffée. Parmi les événements Zaldivar a tenté de fuir au Honduras, mais a été emprisonné à San Miguel où il est mort.
Le 11 mars 1827, le village a reçu officiellement le titre de «ville» . En 1854, il est devenu une partie du quartier de La Union et en 1865 a été établi comme une municipalité dans le département . Le 3 février 1870, il a obtenu le titre de «ville» sous l'administration de Francisco Dueñas . En 1890, à San Alejo autour de 2880 personnes vivaient . Rafael Zaldivar, président d'El Salvador dans la seconde moitié du XIXe siècle, est né ici .